# Иващенко, Константин Васильевич
Константин Васильевич Иващенко (26 октября 1904 — 5 октября 1985) — советский военачальник, участник Великой Отечественной войны, начальник Иркутского военного авиационного технического училища (1938—1942), Рижского Краснознамённого высшего военно-инженерного авиационного училище им. К. Е. Ворошилова (РКВИАВУ) (1946—1960), Генерал-лейтенант инженерно-авиационной службы (18.02.1958).

## Биография
Родился 26 октября 1904 года, рудник Щегловский Область Войска Донского Российская империя.  
В РККА с 3 июня 1920 года призван Московским ГВК Московская область.
7 июля 1938—1942 – начальник Иркутского военного авиационного технического училища военинженер 2-го ранга. С 11 мая по 16 сентября - училище выполняет задание государственной важности, обеспечивая перелет самолетов на восток через базу Балая в связи с событиями на реке Халхин- Гол. В феврале 1941 года - в связи с потребностью все большего числа авиаспециалистов Иркутское военное авиационно-техническое училище приказом Наркома обороны преобразуется в Иркутскую военную школу авиационных механиков.
23 октября 1943 года присвоено звание генерал-майор инженерно-авиационной службы.
1945 — помощник начальника Военно-воздушной инженерной академии имени Н. Е. Жуковского по материально-техническому обеспечению.
Приказом МВС СССР № 0482 от 16 августа 1946 года, начальником 1-го ЛКВАИВУ им.К.Е.Ворошилова (прибывшее из эвакуации из Магнитогорска в Ригу), был назначен генерал-майор инженерно-авиационной службы Константин Васильевич Иващенко. Член КПСС с 1920 года, имевший к этому времени общевойсковое военное образование и высшее военное инженерно-авиационное образование, стаж службы в рядах Красной армии свыше 26 лет, опыт командной, политической, штабной, инженерной и хозяйственной работы по руководству частями, соединениями, военно-учебными заведениями, в мирное и военное время.
с 16 августа 1946 — 20 сентября 1948	— начальник 1-го Ленинградского высшего военного авиационного инженерного училища. Утром 14 октября 1946 года, начальник училища, генерал-майор ИАС К.В.Иващенко прибыл в Ригу, и в тот же день подписал приказ № 1 по училищу о вступлении в исполнение обязанностей начальника 1-го ЛКВИАВУ им. К.Е. Ворошилова
20.09.1948 — два "Ленинградских" училища были объединены в одно, которое получило название Рижское Краснознамённое высшее военно-инженерное авиационное училище им. К. Е. Ворошилова (РКВИАВУ), ;
Позже училищу было присвоено звание им. Ленинского комсомола. 
1949, 31 июня — приказом министра обороны СССР Училище было объединено со Вторым ленинградским Краснознамённым высшим инженерно-авиационным военным училищем им. Ленинского Комсомола, которое также находилось в Риге.
Начальником объединенного училища был назначен генерал-майор (впоследствии генерал-лейтенант) Константин Васильевич Иващенко (который руководил училищем до его расформирования в 1960 г.),
18 февраля 1958	присвоено звание генерал-лейтенант инженерно-авиационной службы.
В 1960 году училище расформировано остановлением Совета Министров СССР. Офицеры каламбурили при расформировании училища придумали новую расшифровку РКВИАВУ в виде «Рижская Константина Васильевича Иващенко автономная вотчина упраздненная».
25 января 1961 года уволен в запас правом ношения военной формы.
Умер 5 октября 1985 года. Похоронен на Гарнизонное кладбище, Рига, ныне кладбище Микеля.

## Награды
- Орден Ленина (6.11.1945)[10][11]
- Орден Красного Знамени3.11.1944[12]
- Орден Красного Знамени 15.11.1950[13][14]
- Орден Отечественной войны I степени 3.4.1985
- Орден Отечественной войны II степени 8.8.1945[15][16][17]
- Орден Красной Звезды(22.2.1941)[18],

- Медаль «В ознаменование 100-летия со дня рождения Владимира Ильича Ленина» (6 апреля 1970)
- Медаль «За победу над Германией в Великой Отечественной войне 1941—1945 гг.» (9 мая 1945)[19]
- Юбилейная медаль «Двадцать лет Победы в Великой Отечественной войне 1941—1945 гг.» (7 мая 1965[20])
- Юбилейная медаль «Тридцать лет Победы в Великой Отечественной войне 1941—1945 гг.»[21]
- Юбилейная медаль «Сорок лет Победы в Великой Отечественной войне 1941—1945 гг.»
- Медаль «Ветеран Вооружённых Сил СССР»
- Медаль «XX лет РККА»
- Медаль «30 лет Советской Армии и Флота»[22]
- Юбилейная медаль «40 лет Вооружённых Сил СССР»[23]
- Юбилейная медаль «50 лет Вооружённых Сил СССР» (26 декабря 1967[24])
- Юбилейная медаль «60 лет Вооружённых Сил СССР» (28 января 1978[25])
- Медаль «За безупречную службу» I степени.
- Знак «Гвардия»
- Знак МО СССР «25 лет Победы в Великой Отечественной войне» (24 апреля 1970)

## Память
- На могиле установлен надгробный памятник.
- Его имя увековечено в Главном Храме Вооружённых сил России, и навсегда запечатлено на мемориале «Дорога памяти»